# Бакинская и Азербайджанская епархия
Баки́нская и Азербайджа́нская епа́рхия (азерб. Bakı və Azərbaycan yeparxiyası) — епархия Русской православной церкви, объединяющая православных христиан на территории Азербайджана с центром в городе Баку.
Воссоздана 28 декабря 1998 года решением Священного синода путём выделения из состава Ставропольской епархии.

## История епархии
Бакинская епархия занимает земли одной из древних церквей — Церкви Кавказской Албании. Распространение христианства на территории Азербайджана связано с именем апостола Варфоломея, который принял здесь мученическую кончину.
Православие вновь стало распространяться в этих землях в XIX столетии с появлением русского населения в Азербайджане вследствие перехода территории, на которой находится современный Азербайджан, от Персии России по Туркманчайскому договору (1828).
19 мая 1905 года учреждена викарная Бакинская кафедра в качестве 3-го викариатства Карталинской и Кахетинской епархии Грузинского экзархата (учреждён в 1811 году) в ведении российского Святейшего синода. Викариатство охватывало православных Бакинской и Елизаветпольской губерний Российской империи. Никандр (Феноменов) был определён епископом Бакинским, однако хиротония его во епископа Бакинского не состоялась, и Бакинское викариатство оставалось без епископа, что было связано с тем, что Баку был одним из очагов революционного движения, до 9 мая 1907 года, когда во епископа Бакинского был хиротонисан Григорий (Вахнин).
После падения монархии в марте 1917 года собрание грузинского духовенства и мирян самочинно провозгласило автокефалию Грузинской церкви. 13 сентября 1917 года было учреждено Елизаветпольское викариатство с центром в Елизаветполе (ныне Гянджа) — как преемственное Бакинскому викариатству Грузинского экзархата. В состав викариатства были включены негрузинские православные приходы на территории Бакинской и Елизаветпольской губерний (ныне территория Азербайджана). Первым викарием стал Григорий (Яцковский), который вскоре был вынужден покинуть Баку. В мае — августе 1918 года в Баку пребывал назначенный митрополитом Тифлисским и Бакинским Кирилл (Смирнов) — ввиду невозможности для него прибыть в Тифлис.
В 1919 году создана самостоятельная епархия с центром в Баку, получившая название «Прикаспийская и Бакинская». С кончиной епископа Бакинского и Прикаспийского Митрофана (Поликарпова) (9 декабря 1934) Бакинская кафедра не замещалась.
В 1920-е годы активную деятельность вели обновленцы (Азербайджан с 1923 года входил в обновленческий Закавказский митрополитанский округ). С 1934 года Азербайджан был включён в Ставропольскую епархию.Титул епархиального архиерея — Ставропольский и Бакинский. В 1936 году был закрыт последний в Азербайджане православный храм.
Возрождение церковной жизни началось после 1943 года. В 1944 году были возобновлены богослужения в кафедральном соборе Баку и других храмах.
Последним архиереем, носившим титул «Ставропольский и Бакинский» был митрополит Гедеон (Докукин). В 1998 году Священный синод принял решение о выделении Бакинского благочиния из состава Ставропольской митрополии и создании самостоятельной Бакинской епархии. 28 декабря 1998 года епископом Бакинским и Прикаспийским определено было быть клирику Ставропольской епархии, благочинному православных приходов Азербайджана архимандриту Александру (Ищеину). 14 января 1999 года он был хиротонисан во епископа.
Решением Священного синода от 22 марта 2011 года приходы на территории Дагестана, ранее входившие в Бакинскую епархию, были отнесены к новообразованной Владикавказской и Махачкалинской епархии. Прежде существовавшее деление на благочиния упразднено решением Епархиального Совета от 22 сентября 2022 года.

## Архиереи
Бакинское викариатство Карталинской епархии (Грузинский экзархат)
- июль 1905 — 6 апреля 1907 в/у — Петр (Кончуев), епископ Алавердский
- 9 мая 1907 — 31 декабря 1910 — Григорий (Вахнин)
- 13 февраля 1911 — 13 декабря 1912 — Пимен (Пегов)
- 13 декабря 1912 — 13 ноября 1917 — Григорий (Яцковский)

Елисаветопольское викариатство Тифлисской епархии
- 13 — 17 ноября 1917 — Григорий (Яцковский)
- 17 ноября 1917—1919 — Феофилакт (Клементьев)

Бакинская и Прикаспийская епархия
- январь 1919 — 26 августа 1923 — Павел (Вильковский)
- июнь — сентябрь 1923 — Димитрий (Добросердов)
- январь — август 1924 — Митрофан (Огиенко)
- 27 августа 1924 — декабрь 1928 — Арсений (Соколовский)
- 6 декабря 1928 — 16 апреля 1930 — Серафим (Протопопов)
- 16 апреля — 24 октября 1930 — Никон (Пурлевский)
- 11 ноября 1930 — 29 сентября 1931 — Валериан (Рудич)
- 1931 — февраль 1933 — Митрофан (Поликарпов)
- 16 февраля — 11 августа 1933 — Александр (Раевский)

Бакинское викариатство Ставропольской епархии
- 26 февраля 1994 — 17 июля 1995 — Валентин (Мищук)

Бакинская и Прикаспийская епархия
- 14 января 1999 — 10 июня 2021 — Александр (Ищеин)
- июнь 2021 — 13 июня 2024 в/у — Феофилакт (Курьянов)
- с 13 июня 2024 — Алексий (Смирнов)

## Храмы и часовни
- Кафедральный собор Святых Жён-Мироносиц, город Баку
- Собор Рождества Пресвятой Богородицы, Баку
- Михаило-Архангельский храм, Баку
- Александро-Невский храм, Гянджа
- Свято-Никольский храм, Хачмас
- Молитвенный дом в честь преподобного Серафима Саровского, Сумгаит
- Храм Покрова Богородицы, Ленкорань
- Часовня Александра Невского при Посольстве России в г. Баку
- Часовня Кирилла Туровского при Посольстве Белоруссии в г. Баку
- Молитвенная комната в честь вмч. Анастасии Узорешительницы на территории пенитенциарного учреждения № 4 г. Баку
- Молитвенная комната в честь вмч. Георгия Победоносца на территории пенитенциарного учреждения № 10 г. Баку

## Святыни
К святыням епархии относится место у подножия Девичьей башни в Баку, где, согласно преданию, в 71 году претерпел мученическую кончину через распятие вниз головой святой апостол Варфоломей. Каждый год в день памяти апостола, 24 июня, на этом месте совершается торжественный молебен.

## Уничтоженные храмы
- Александро-Невский собор — г. Баку
- Храм святителя Алексия, митрополита Московского — г. Баку

## Епархиальные награды
Епархиальной наградой является медаль в честь святого апостола Варфоломея: учреждена в 2009 году по благословению Патриарха Московского и Всея Руси Кирилла. Медаль святого апостола Варфоломея имеет две степени; золотую и серебряную. Медалью награждаются священно- и церковнослужители, государственные деятели, представители инославных церквей и религиозных объединений, представители общественности. Награждение вышеуказанных лиц производится за труды на благо Бакинско-Прикаспийской епархии и за вклад в дело нравственного возрождения общества.